# Methia taina
Methia taina là một loài bọ cánh cứng trong họ Cerambycidae.